# Nebesa (Čína)
Nebesa (čínsky pchin-jinem Tiān, znaky 天) je jeden z klíčových pojmů čínské mytologie, filozofie a lidového náboženství. Nebesa mají velký význam v čínském chápání světa: jedno z označení pro Čínu je Podnebesí, Vše pod Nebesy. Počínaje čouským obdobím byli čínští panovníci, králové (wang) a císaři (chuang-ti), označováni za Syny Nebes, svou legitimitu odvozovali od podpory Nebes, která jim svěřovaly mandát Nebes k vládě. Jen císař měl právo přinášet oběti Nebesům a zodpovídal se jim za spokojený život lidu.
V šangském období (17. – 11. století př. n. l. byl nejvyšší bůh nazýván Šang-ti („Pán na výšinách“), nebo Ti (Pán). V následujícím čouském období postavení nejvyššího boha zaujala Nebesa a ctění Nebes zůstalo součástí čínské náboženské ortodoxie až do 20. století.
Zatímco v šangském období znak tchien (天) měl význam „velký“, za Čouů označoval nejvyššího boha spjatého s čouskou královskou rodinou, analogického šangskému Pánu na výšinách. Čouové Nebesa zprvu chápali jako mocné a autoritativní božstvo s antropomorfmími rysy, které panovníkům a dynastii dává a bere mandát Nebes, sleduje chování pozemšťanů, dohlíží na ně a v případě potřeby je trestá nebo jim pomáhá. Postupem doby Nebesa své antropomorfní rysy ztratila a stala se neosobní silou. V pozdně čouské době (období válčících států) v situaci rozvratu čouského řádu již nebylo čínským myslitelům jasné jak, a zda vůbec, Nebesa zasahují do lidských záležitostí.
V taoismu a konfucianismu se Nebesa, nebeský aspekt kosmu, pojímají jako komplementární aspekt Země (地, ti). Tyto dva aspekty taoistické kosmologie reprezentují dualistickou povahu taoismu. Jsou také dvěma póly ze tří říší (三界, san-ťie) reality, kde ve středu mezi Nebesy a Zemí stojí Lidé (人, žen).
V konfucianismu jsou Nebesa nejvyšší autoritou a jsou ztotožňována s mravním řádem. U Mencia jsou zdrojem přirozenosti a mravnosti v člověku, a lidé jsou „ušima a očima nebes“. U Sun-c’a jsou zdrojem přirozeného procesu proměn světa a lidstva. Pozdější sungští neokonfuciáni je přirovnávali k principu li, základu světa, a tchien-li (nebeský princip) byl pro ně jednotící silou všech věcí, přírodním zákonem.